# Herz-zout
Een Herz-zout in een intermediair in de Herz-reactie, genoemd naar Richard Herz, en vooral van toepassing in de synthese van 1,3-benzothiazolen. Deze klasse van componenten wordt gevormd door reactie van een aniline (1) met zwavelmonochloride. Herz-zouten zijn ook bekend als 1,2,3-benzodithiazoliumchlorides of thiazathioliumchlorides.